# Goiești
Goieşti é uma comuna romena localizada no distrito de Dolj, na região de Oltênia. A comuna possui uma área de 78.48 km² e sua população era de 3110 habitantes segundo o censo de 2007.